# Eudocima hypermnestra
Eudocima hypermnestra là một loài bướm đêm thuộc họ Erebidae. Nó được tìm thấy ở 
Trung Quốc, Đài Loan và Ấn Độ.

## Hình ảnh

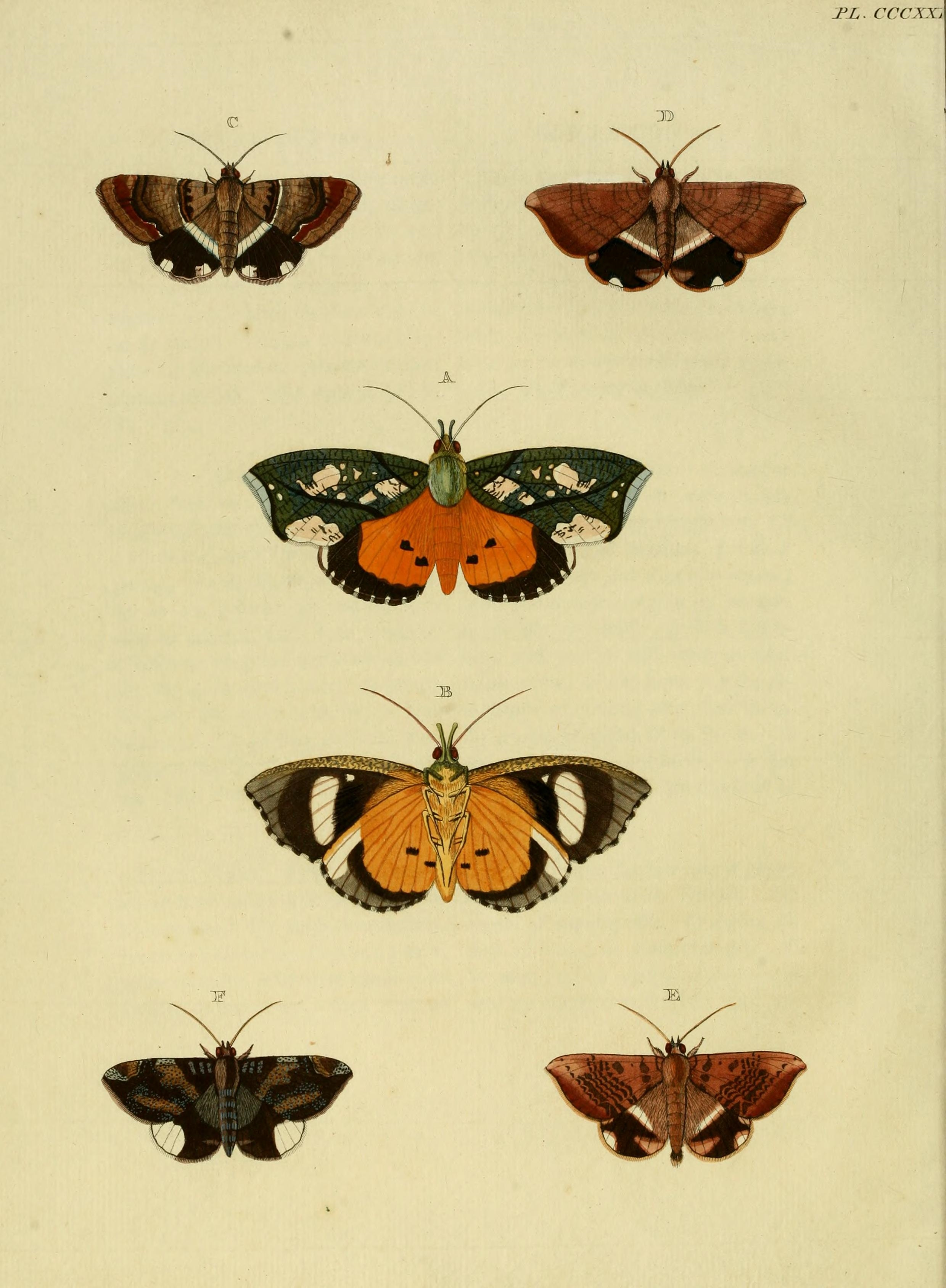
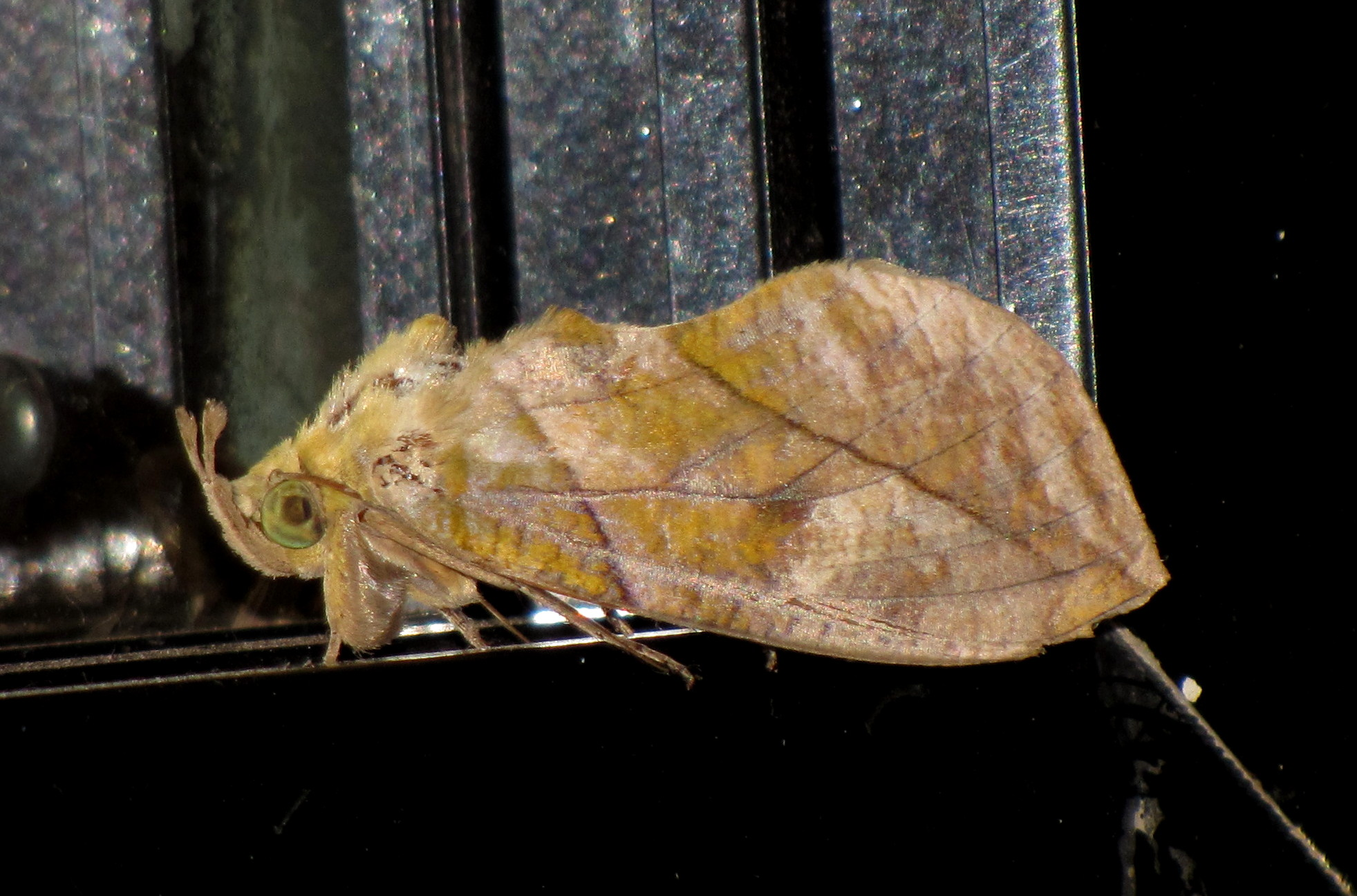
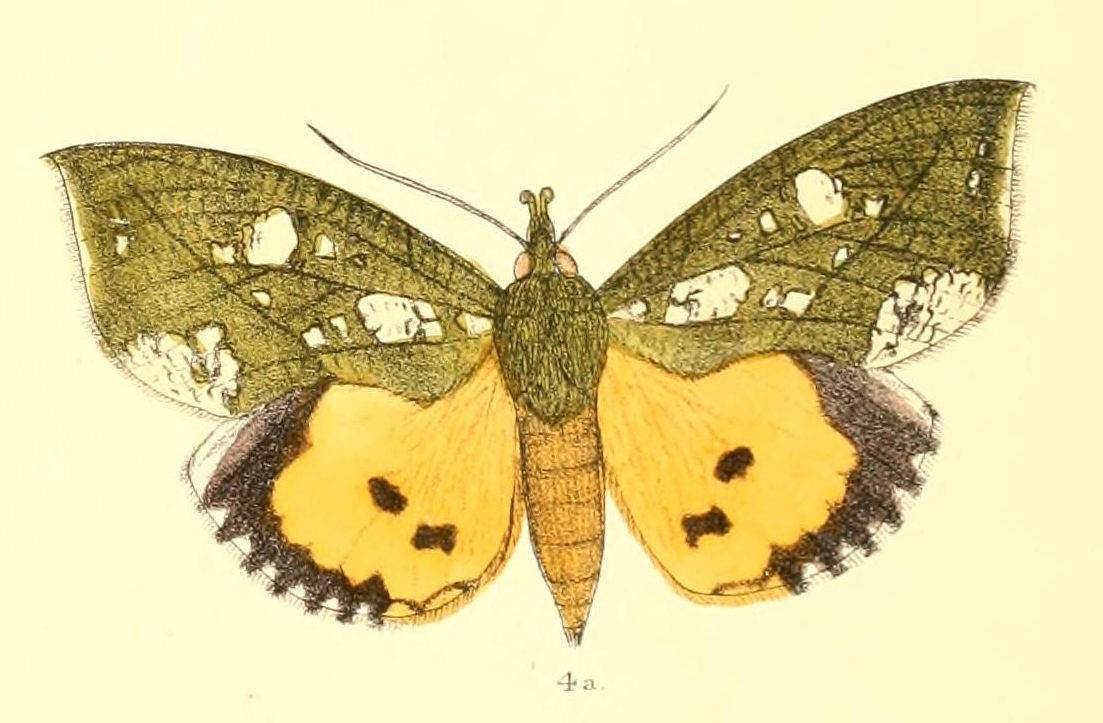
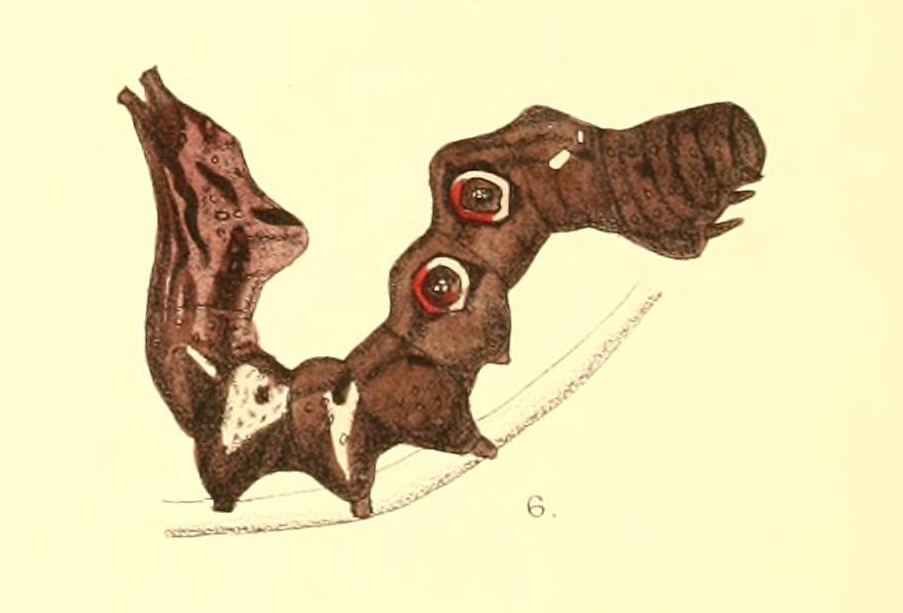
Sâu bướm